# Mur cortina

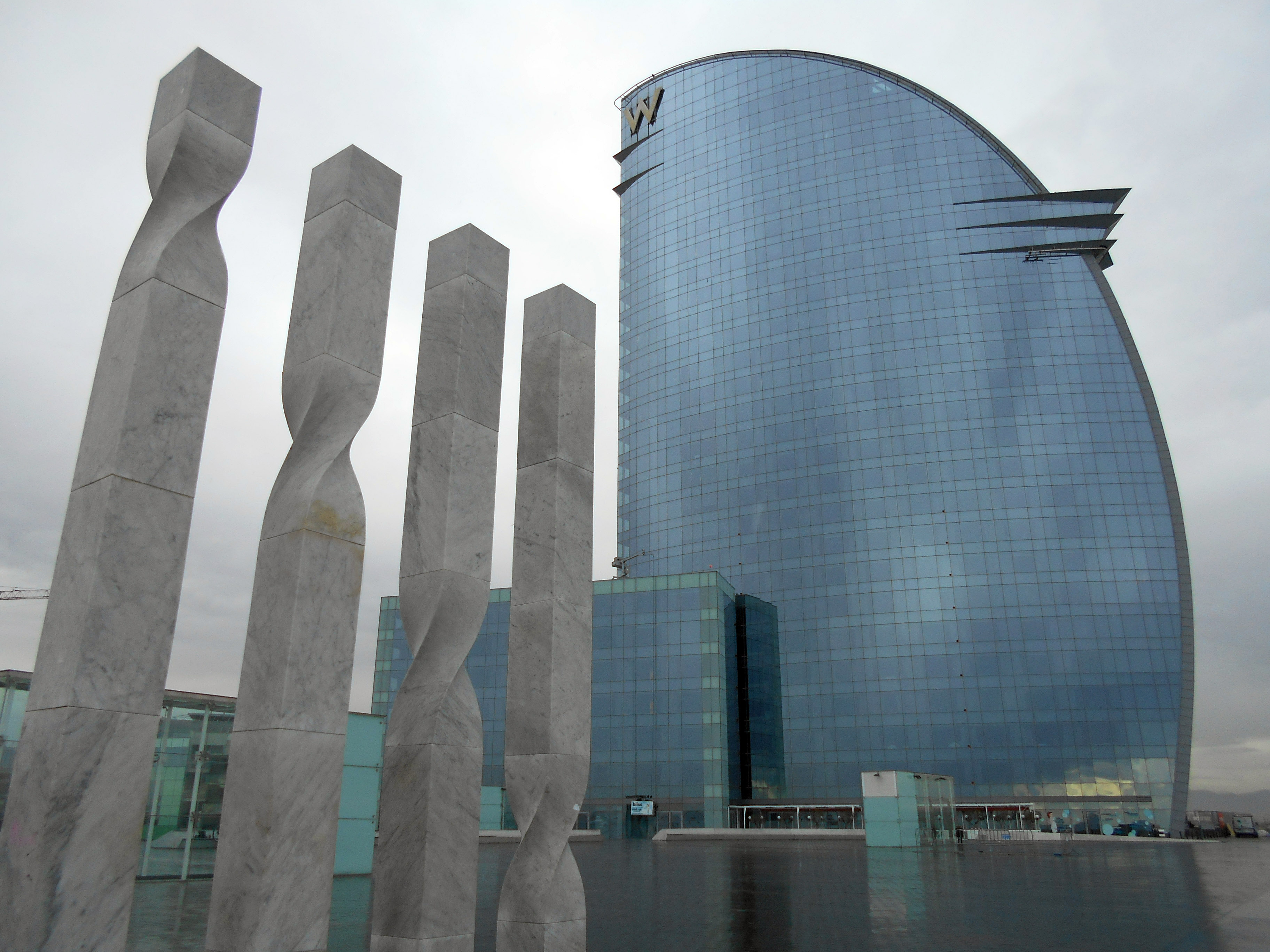
Mur cortina de l'hotel W Barcelona

Un mur cortina (en anglès curtain wall) es un sistema de façana lleugera, i feta de vidre, alumini i altres materials lleugers, que és independent de l'estructura portant de l'edifici, tanca l'edifici i amaga l'estructura. Un mur cortina està dissenyat per resistir a la força del vent, així com el seu propi pes, i transmetre-la als forjats.
Generalment els murs cortina es construeixen mitjançant la repetició d'un element prefabricat modular que inclou els necessaris elements de protecció, obertura i accessibilitat segons les necessitats. Es posen els tancament des de l'exterior, com una mena de pell. Té un bon acabat estètic, però és més car que altres maneres de construir. Són fàcils de manteniment.